# ゲヌキウス氏族
ゲヌキウス氏族（ラテン語: gens Genucia）は、古代ローマの氏族のひとつ。プレブス (平民)系は早くから護民官として平民の権利拡大のため活躍しており、パトリキ (貴族)系の方がわずかである。

## プレブス系

### その他
- ティトゥス・ゲヌキウス：紀元前476年の護民官。前年の執政官メネニウス・ラナトゥスを土地分配法促進のため告発して有罪とした[1]
- グナエウス・ゲヌキウス：紀元前473年の護民官。前年の執政官メドゥッリヌスとウルソを告発するも、裁判当日自宅で不審死[2]
- ルキウス・ゲヌキウス：紀元前342年の護民官。利息を取る貸金を禁止する法案や、10年間の同一政務官再選・政務官の兼任を禁止し、執政官が二人ともプレブス出身であることを許可するゲヌキウス法（英語版）を提出[3]
- ルキウス・ゲヌキウス：紀元前210年のレガトゥス。ヌミディア王シュファクスの下に派遣された使者の一人[4]
- マルクス・ゲヌキウス：紀元前193年のトリブヌス・ミリトゥム。執政官コルネリウス・メルラの下ガリア人と戦い死亡[5]

### アウグリヌス家
- マルクス
  - マルクス
    - グナエウス・ゲヌキウス・アウグリヌス：紀元前399年、396年の執政武官[6]
- ガイウス・ゲヌキウス・アウグリヌス：紀元前300年オグルニウス法によって追加されたプレブス出身アウグルの一人[7]

### アウェンティネンシス家
- グナエウス
  - マルクス
    - ルキウス・ゲヌキウス・アウェンティネンシス：紀元前365年、362年の執政官[8]
- マルクス
  - マルクス
    - グナエウス・ゲヌキウス・アウェンティネンシス：紀元前363年の執政官[9]
- ルキウス・ゲヌキウス・アウェンティネンシス (紀元前303年の執政官)[10]

### クレプシナ家
- ルキウス
  - ルキウス（・ゲヌキウス・アウェンティネンシス？）
    - ガイウス・ゲヌキウス・クレプシナ：紀元前276年、270年の執政官[11]
    - ルキウス・ゲヌキウス・クレプシナ：紀元前271年の執政官[12]

## パトリキ系

### アウグリヌス家
- ルキウス
  - ルキウス
    - ティトゥス・ゲヌキウス・アウグリヌス：紀元前451年の執政官予定だったが第一次十人委員会にスライド当選[13]
- マルクス・ゲヌキウス・アウグリヌス：紀元前445年の執政官[14]